# NorthEast United FC
Der NorthEast United Football Club ist ein indisches Fußball-Franchise aus Guwahati, Assam. Die Mannschaft spielt in der Indian Super League, einer der beiden höchsten Ligen des Landes.

## Geschichte und Eigentümer
Anfang 2014 gab die All India Football Federation in Zusammenarbeit mit den Unternehmen Reliance und der International Management Group die Gründung einer neuen Fußballliga in Indien bekannt. Die Lizenzen für die acht Teilnehmer aus designierten Städten wurden versteigert. Am 13. April 2014 wurde verlautbart, dass der Zuschlag für den Standort Guwahati gemeinsam dem Bollywood-Schauspieler, Filmproduzenten und ehemaligen Fotomodell John Abraham und dem I-League-Vereins Shillong Lajong aus Shillong, Meghalaya, erteilt worden war.

## Stadion
Der Verein trägt seine Heimspiele im Indira Gandhi Athletic Stadium in Sarusajai aus. Das Stadion hat ein Fassungsvermögen von 35.000 Zuschauern.
Koordinaten: 26° 6′ 56″ N, 91° 45′ 37″ O

## Wappen, Motto und Hymne
Das Wappen von Northeast United ist in rot, schwarz und weiß gehalten. Oberhalb des Schildes und des in schwarzen Großbuchstaben genannten Vereinsnamens symbolisieren acht rote Sterne die acht Bundesstaaten des indischen Nordostens.
Auch das Motto des Vereins (8 states. 1 united.) und seine Hymne (We are the 8!) nehmen Bezug auf das beanspruchte Einzugsgebiet, die sieben Schwesterstaaten und Sikkim.
We are the 8! wurde von Papon komponiert und produziert und von zahlreichen Musikern aus der Region, darunter Soulmate, Alobo Naga und den Tetseo Sisters eingesungen.

## Spieler
| Nr. |            | Position | Name                 |
| --- | ---------- | -------- | -------------------- |
| 1   | Indien     | TW       | Nikhil Deka          |
| 2   | Danemark   | AB       | Michael Jakobsen     |
| 3   | Indien     | AB       | Tondonba Singh       |
| 4   | Indien     | AB       | Provat Lakra         |
| 5   | Indien     | AB       | Gurjinda Kumar       |
| 6   | Indien     | MF       | Mashoor Shereef      |
| 7   | Indien     | MF       | Rochharzela          |
| 8   | Indien     | MF       | Imran Khan           |
| 10  | Frankreich | MF       | Romain Philippoteaux |
| 11  | Indien     | ST       | Parthib Gogoi        |
| 13  | Indien     | MF       | Gaurav Bora          |
| 14  | Indien     | AB       | Joe Zoherliana       |
| 15  | Indien     | MF       | Emil Benny           |
| 16  | Indien     | AB       | Mohamed Irshad       |
| 17  | Indien     | ST       | Danmawia             |

| Nr. |            | Position | Name                    |
| --- | ---------- | -------- | ----------------------- |
| 18  | Indien     | ST       | Jitihin M.S             |
| 19  | Indien     | ST       | Dipu Mirdha             |
| 22  | Indien     | ST       | Gani Nigam              |
| 23  | Indien     | TW       | Khoirom Jackson Singh   |
| 24  | Australien | AB       | Aaron Evans             |
| 26  | Indien     | MF       | Sehnaj Singh            |
| 27  | England    | ST       | Matt Derbyshire         |
| 28  | Indien     | MF       | Emanuel Lalchhanchhuaha |
| 29  | Indien     | TW       | Arindam Bhattacharja    |
| 30  | Indien     | ST       | Alfred Lalruotsang      |
| 32  | Indien     | TW       | Mirchad K. Michu        |
| 43  | Indien     | MF       | Pragyan Sundar Gogoi    |
| 44  | Nigeria    | ST       | Sylvester Igboun        |
| 91  | Spanien    | MF       | Jon Gaztañaga           |

Stand: 16. Oktober 2022

## Trainer
| Name             | von             | bis               |
| ---------------- | --------------- | ----------------- |
| Ricki Herbert    | 19. August 2014 | 20. Dezember 2014 |
| César Farías     | 1. Juli 2015    | 20. Dezember 2015 |
| Nelo Vingada     | 16. Juli 2016   | 14. Mai 2017      |
| João de Deus     | 10. Juli 2017   | 2. Januar 2018    |
| Avram Grant      | 3. Januar 2018  | 31. Mai 2018      |
| Eelco Schattorie | 17. August 2018 | 31. Mai 2019      |
| Robert Jarni     | 5. August 2019  | heute             |

## Beste Torschützen seit 2014
| Saison    | Name                       | Tore |
| --------- | -------------------------- | ---- |
| 2014      | Koke                       | 4    |
| 2015      | Nicolás Vélez              | 5    |
| 2016      | Emiliano Alfaro            | 5    |
| 2017/2018 | Seiminlen Doungel Marcinho | 4    |
| 2018/2019 | Bartholomew Ogbeche        | 12   |
| 2019/2020 |                            |      |